# Kim Dotcom
Kim Dotcom, nascido Kim Schmitz (Quiel, 21 de janeiro de 1974), também conhecido como Kimble e Kim Tim Jim Vestor, é um empresário e ativista político alemão/finlandês. Dotcom se tornou conhecido mundialmente como fundador do site Megaupload, que esteve em operação entre 2005 e 2012, e seus associados.
Antes de se tornar um empreendedor, Schmitz ganhou notoriedade como criminoso de computador e que foi condenado por fraude de cartão de crédito, hacker, insider trading e apropriação indébita. Dotcom esteve envolvido em múltiplos negócios na internet e teve múltiplas condenações ou acusações de fraude, especialmente contra instituições bancárias e empresas, e depois por pirataria de software. 

## Início de carreira
Dotcom é filho de uma finlandesa com um alemão, o que lhe garante dupla cidadania. Ainda na adolescência, ganhou reputação na Alemanha ao afirmar em entrevista de 1992 que era parte de um grupo hacker chamado "Dope", e que tinha superado a segurança da NASA, do Pentágono e do Citibank sob o codinome Kimble – inspirado pelo personagem Dr. Richard Kimble do seriado O Fugitivo. Também afirmava hackear sistemas telefônicos nos Estados Unidos e que venderia os códigos de acesso a US$200 cada, e que tinha criado um telefone criptografado e que teria vendido "uma centena" deles. Outra alegação é que teria acessado servidores do Pentágono e lido informações secretas sobre Saddam Hussein durante a Guerra do Golfo..
Não havia comprovação das alegações de feitos espetaculares de Dotcom, que se aproveitava da ingenuidade do público em relação à informática para aumentar sua exposição. O que ele fez de forma comprovada foi uma fraude: comprava cartões telefônicos com códigos roubados por hackers americanos, e os usava para ligar para um serviço de bate-papo que ele mesmo estabeleceu em Hong Kong e no Caribe. Com isso obteve cerca de 61 mil euros de forma ilícita.
Em outubro de 1996, solicitou ao Citibank um cartão de crédito se identificando como diretor de sua empresa de segurança, a Data Protect, falsamente apresentada como empresa de ações. Ele requeria que seu nome tivesse o título de Doutor impresso — mas não tinha qualquer formação acadêmica. Segundo ação penal posterior, Dotcom recebeu um cartão de bandeira VISA em nome de "Dr. Kim Schmitz", que passou a usar regularmente". Duas vezes em 1994 já tinha cometido fraudes com cartões telefônicos, sendo solto por ter menos de 21 anos.
Entre outros, Dotcom foi acusado de crimes como fraude de informática (8 casos) incluindo espionagem de dados e traição de segredos comerciais e corporativos, traição de segredos comerciais e corporativos, auxílio à fraude de informática, roubo comercial (dois casos, agravados por múltiplos casos de falsificação) e uso indevido de títulos.

### Fraude do Letsbuyit.com
Em 2001, Dotcom comprou US$375 mil em ações da empresa de internet Letsbuyit.com, que estava em processo de falência, e anunciou à imprensa que pretendia investir US$50 milhões nela. As ações se valorizaram em mais de 200% e muitos passaram a investir; ele então vendeu suas ações nos dias seguintes, obtendo 1,5 milhão de euros e quadruplicando sua participação. 
Acusado de fraude, Dotcom fugiu para a Tailândia em janeiro de 2002, dizendo temer por sua vida nas prisões da Alemanha; em seu site pessoal, fez sugestões que levaram o público a acreditar que se suicidaria, mas depois afirmou que iniciaria uma "nova vida" e gostaria de ser chamado de "King Kimble the First, Ruler of the Kimpire" (algo como "Rei Kimble I, Senhor do Kimpério"). Mas acabou sendo detido na Tailândia e extraditado para a Alemanha, onde passou cinco meses preso aguardando o julgamento. Foi condenado a pagar 100 mil euros de multa, com suspensão condicional de pena de 20 meses em 2003. Após a libertação, Dotcom mudou-se para para Hong Kong em dezembro de 2002.. 
Numa entrevista ainda em 2001, afirmou ter hackeado contas do Citibank e transferido US$20 milhões para o Greenpeace, o que foi negado pelo órgão ambientalista..

## Fortuna e fundação do Megaupload
Dotcom firmou um contrato de sua empresa Data Protect com a Lufthansa em 2001 após demonstrar uma falha de segurança; segundo hackers da Alemanha, ele teria conseguido o contrato graças ao trabalho de um hacker cúmplice e de um infiltrado na empresa de aviação, o que não foi comprovado.
Dotcom a essa altura já tinha amealhado uma enorme fortuna; sua principal fonte de renda era uma empresa de investimentos chamada Kimvestor, que ele avaliava em 200 milhões de euros. Logo após mudar-se para Hong Kong, fundou uma rede de empresas interligadas, como a Kimpire Limited, holder da Trendax; chamada por Dotcom de "máquina de ganhar dinheiro", era um sistema de trading operado automaticamente para detectar "as melhores oportunidades de investimento". A empresa tinha endereço registrado num ponto luxuoso de Hong Kong, o que depois se descobriu ser falso.
Nesse período passou a ficar conhecido pela ostentação, exibindo carros e barcos de luxo, e dando grandiosas festas para convidados como o príncipe Rainier de Mônaco. Também exibia em seu site pessoal as viagens que fazia com amigos num jato particular, em busca de festas em locais como Ibiza ou castelos na Irlanda. Segundo as autoridades dos EUA, Dotcom tinha ao menos 18 carros de luxo e três carros com placas personalizadas como HACKER, MAFIA e STONED. Ele participou do rali internacional Gumball 3000 em 2001, e de novo em 2004 usando seu próprio Mercedes Brabus SV12 "Megacar". Apesar da imagem extravagante que construiu, Dotcom não ingeria álcool.
Cada vez mais rico, Kim mudou seu sobrenome legal de Schmitz para Dotcom (PontoCom, numa tradução literal) em 2005; também obteve um passaporte finlandês registrando como endereço a casa de um parente, e com o nome "Kim Tim Jim Vestor"; esse nome foi usado para fundar outra empresa chamada Vestor Limited.
Em 2005, sua antiga empresa de segurança se transformou na Megaupload Limited. Ela seria holder de múltiplos serviços com o título "Mega", como o MegaPix (compartilhamento de imagens), MegaVideo (hospedagem de vídeo, MegaLive (streaming de vídeo), MegaBox (arquivo e compartilhamento de música) e MegaPorn (compartilhamento de arquivos pornográficos). O Megaupload tinha no Brasil o segundo maior número de usuários no mundo.

### Mudança para a Nova Zelândia
Em 2010, Dotcom se mudou para a Nova Zelândia, após duas visitas prévias ao país nos anos anteriores; durante a visita em 2009, comprou mais de US$3 milhões em carros de luxo e alugou um helicóptero em status de espera permanente. Apesar de ser persona non grata na Tailândia e de ter problemas com a justiça de Hong Kong por conta de seus negócios com a Trendax, Dotcom recebeu o direito de residência graças a um artifício na lei local, que favorece pessoas que se comprometam a fazer grandes investimentos no país. Previa-se que Dotcom contribuísse para a Nova Zelândia por meio de investimentos, consumo e atividades filantrópicas - ele doou US$ 50 mil ao fundo da prefeitura após o terremoto de Christchurch, outros US$ 50 a um jogador de rugby que ficou em uma cadeira de rodas após uma lesão em campo e financiou uma exibição de fogos de artifício de US$ 600 mil no porto de Auckland.

## Fechamento do Megaupload
Segundo Dotcom, o Megaupload era só um "provedor de serviços de armazenamento em nuvem". O site foi um sucesso, mas milhões de pessoas em todo o mundo o usaram para armazenar e acessar cópias de programas de TV, filmes, músicas, pornografia e software. Em certo ponto, o Megaupload teve 150 funcionários, com receita superior a US$ 175 milhões e 50 milhões de visitantes diários. No auge, foi estimado como o 13º site mais popular do mundo e responsável por 4% de todo o tráfego da Internet. Só em 2010, Dotcom teria feito US$42 milhões em fortuna com o site. 
No dia 19 de janeiro de 2012, Kim Dotcom e vários de seus executivos do Megaupload foram presos e acusados formalmente de violar leis antipirataria nos Estados Unidos. Kim teve sua mansão invadida, servidores confiscados e foi preso acusado de violação de leis sobre direitos autorais. O Megaupload e todos os serviços relacionados foram fechados, e visitantes passaram depois a ver uma mensagem do FBI no lugar. Além de Dotcom, outras seis pessoas da equipe do site foram indiciadas pela justiça americana. 
Dotcom foi solto em 22 de fevereiro de 2012 sob restrições como não acessar a internet; isto foi posteriormente anulado pela justiça da Nova Zelândia.  No dia 04 de julho do mesmo ano, anunciou em seu Twitter que o Megaupload estaria de volta:
| “ | O SOPA está morto. O PIPA está morto. O ACTA está morto. O MEGA(upload) vai retornar. Maior. Melhor. Mais rápido. De graça e protegido de ataques. | ” |

## MEGA
Exatamente 1 ano após o fechamento do Megaupload, o seu criador Kim Dotcom, lança o site de compartilhamento sucessor do Megaupload, o MEGA, disponibiliza desde o seu primeiro dia no ar, 50 GB de armazenamento gratuito para qualquer usuário; no dia em que foi lançado, o MEGA teve mais de 100 mil cadastros. Um dos diferenciais do Mega é a criptografia do material hospedado.

## O "Herói"
Em 2014, a rede PSN (PlayStation Network) e a Xbox Live passaram por um ano muito conturbado, isso porque ambas as redes foram vítimas de ataques DDOS, assim como a Blizzard. O grupo de hackers "LizardSquad", que assumiu os ataques as redes de videogames, também anunciou, um dia após um dos ataques, que uma  bomba estaria em um avião onde o presidente da Sony estava viajando. O avião da American Airlines foi obrigado a se desviar da rota original e pousar, mas nenhuma bomba foi encontrada.
No início de Dezembro de 2014, aconteceu de novo: Pela terceira vez no ano a rede Playstation Network teve mais uma vez uma grande pane. O grupo LizardSquad atacou pela segunda vez a PSN com DDoS. Além dos ataques à rede online de videogames da Sony, o grupo de hackers também ameaçou a voltar a atacar a Playstation Network no natal e derrubar a Xbox Live pra sempre. Dito e feito: No dia 25 de dezembro de 2014, os serviços da PSN e da Xbox Live ficaram fora do ar. Apesar da Sony (responsável pela PSN) e da Microsoft (responsável pela Xbox Live) publicarem notas dizendo que os problemas foram identificados e estariam sendo resolvidos, os ataques continuaram e os servidores continuaram instáveis.

Kim Dotcom foi o "Herói" e salvou ambas redes: Por meio de mensagens diretas, Dotcom convenceu os integrantes da Lizard a pararem com os ataques para sempre dando em troca 3 mil contas premium no MEGA. Pouco depois da conversa ter ocorrido, os servidores da Sony e Microsoft começaram a se normalizar.